# Torneig de Wimbledon 2018
El Torneig de Wimbledon 2018, conegut oficialment com a Wimbledon Championships 2018, és una competició de tennis masculina i femenina disputada sobre gespa que pertany a la categoria de Grand Slam. La 132a edició del torneig es va celebrar entre el 2 i el 15 de juliol de 2018 al All England Lawn Tennis and Croquet Club de Londres, Anglaterra.

## Destacats
- El serbi Novak Đoković va conquerir el seu quart títol a Wimbledon (2011, 2014 i 2015) i el 13è títol de Grand Slam del seu palmarès. Era el primer títol de Đoković en un any. Va superar en la final al sud-àfrica Kevin Anderson, que disputava la seva segona final de Grand Slam.[1]

- L'alemanya Angelique Kerber va guanyar el seu tercer títol de Grand Slam, tots tres diferents, i fou la primera alemanya des de Steffi Graf l'any 1996. En la final va derrotar l'estatunidenca Serena Williams, que optava a conquerir el seu 24è títol de Grand Slam individual i igualar l'australiana Margaret Court, que té el rècord. Aquesta final ja es va produir 2016 però amb resultat contrari, i també era l'última vegada que s'havien enfrontat.[2]

- La parella estatunidenca formada per Mike Bryan i Jack Sock van guanyar el primer títol junts, tot i que no era el primer títol que aconseguien a Wimbledon. Per Bryan aquest fou el quart títol a Wimbledon, el 17è títol de dobles de Grand Slam, rècord en l'Era Open i igualant John Newcombe, i el primer que guanyava sense el seu germà Bob, i per Sock era el segon.[3] Paral·lelament, Bryan va recuperar el número 1 del rànquing de dobles després de classificar-se pels quarts de final, esdevenint el jugador més veterà en aconseguir aquest mèrit.

- La parella txeca formada per Barbora Krejčíková i Kateřina Siniaková van guanyar el segon Grand Slam consecutiu. Feia 15 anys que una parella no aconseguia el doblet Roland Garros-Wimbledon, des de Kim Clijsters i Ai Sugiyama (2003). A més, la parella ja havia guanyat aquest títol en categoria júnior (2013).[4]

- La parella formada per l'estatunidenca Nicole Melichar i l'austríac Alexander Peya van guanyar el primer títol de Grand Slam respectivament. Melichar també va disputar la final de dobles femenins sense èxit. En la final van derrotar l'equip format per la belarussa Viktória Azàrenka, que tornava a disputar una final de doble mixt deu anys després, i l'escocès Jamie Murray, que defensava el títol.[5][6]

## Campions/es

### Sèniors
| Categoria          | Campions                              | Finalistes                     | Resultat                   |
| ------------------ | ------------------------------------- | ------------------------------ | -------------------------- |
| Individual masculí | Novak Đoković                         | Kevin Anderson                 | 6−2, 6−2, 7−6(3)           |
| Individual femení  | Angelique Kerber                      | Serena Williams                | 6−3, 6−3                   |
| Dobles masculins   | Mike Bryan Jack Sock                  | Raven Klaasen Michael Venus    | 6−3, 6−7(7), 6−3, 5−7, 7−5 |
| Dobles femenins    | Barbora Krejčíková Kateřina Siniaková | Nicole Melichar Květa Peschke  | 6−4, 4−6, 6−0              |
| Dobles mixts       | Nicole Melichar Alexander Peya        | Viktória Azàrenka Jamie Murray | 7−6(1), 6−3                |

### Júniors
| Categoria          | Campions                 | Finalistes                   | Resultat         |
| ------------------ | ------------------------ | ---------------------------- | ---------------- |
| Individual masculí | Tseng Chun-hsin          | Jack Draper                  | 6−1, 6−7(2), 6−4 |
| Individual femení  | Iga Świątek              | Leonie Küng                  | 6−4, 6−2         |
| Dobles masculins   | Yankı Erel Otto Virtanen | Nicolás Mejía Ondřej Štyler  | 7−6(5), 6−4      |
| Dobles femenins    | Wang Xinyu Wang Xiyu     | Caty McNally Whitney Osuigwe | 6−2, 6−1         |

## Distribució de punts i premis

### Distribució de punts
| Esdeveniment       | G    | F    | SF  | QF  | Ronda de 16 | Ronda de 32 | Ronda de 64 | Ronda de 128 | Q   | Q3  | Q2  | Q1  |
| Individual masculí | 2000 | 1200 | 720 | 360 | 180         | 90          | 45          | 10           | 25  | 16  | 8   | 0   |
| Dobles masculins   | 2000 | 1200 | 720 | 360 | 180         | 90          | 0           | N/D          | 25  | N/D | N/D | 0   |
| Individual femení  | 2000 | 1300 | 780 | 430 | 240         | 130         | 70          | 10           | 40  | 30  | 20  | 2   |
| Dobles femenins    | 2000 | 1300 | 780 | 430 | 240         | 130         | 10          | N/D          | N/D | N/D | N/D | N/D |

### Distribució de premis
| Esdeveniment | G         | F         | SF      | QF      | Ronda de 16 | Ronda de 32 | Ronda de 64 | Ronda de 128 | Q3     | Q2    | Q1    |
| Individuals  | 2.250.000 | 1.125.000 | 562.000 | 281.000 | 163.000     | 100.000     | 63.000      | 39.000       | 19.500 | 9.750 | 4.875 |
| Dobles       | 450.000   | 225.000   | 112.000 | 56.000  | 29.000      | 17.750      | 11.500      | N/D          | N/D    | N/D   | N/D   |
| Dobles mixts | 110.000   | 55.000    | 27.500  | 13.750  | 6.500       | 3.250       | 1.625       | N/D          | N/D    | N/D   | N/D   |

- Els premis són en lliures esterlines.
- Els premis de dobles són per equip.